# Lennard (Band)
Lennard war eine Independent- und Britpop-Band aus dem Großraum Offenbach/Hanau.

## Geschichte

### Gründung und Anfangsjahre
Lennard wurde von den ehemaligen Schulfreunden Oliver Schmidt (Gesang, Gitarre, Ex-Sänger von Indian Fields) und Markus Reuß (Schlagzeug, Percussion) gegründet. Andreas Rüttiger (Gitarre), Bernd Gimmler (Bass) und Michael Sattler (Keyboards) kamen später dazu. In dieser Besetzung wurden in Eigenregie das Demo Elevation und die Promo-EP Avalanche Land aufgenommen. Mit diesem Material präsentierte sich die Band unter anderem beim Deutschen Rock & Pop Preis und im TV bei HR3 Newcomer.

### Neugründung 2004
Nach dem freundschaftlichen Ausstieg von Gitarrist Andreas Rüttiger und Keyboarder Michael Sattler, bestritt die Band ihre Konzerte mit Marco Pleil von Cloudberry als Aushilfe an der Gitarre und nahm unter der Leitung von Paul Williams im Black Solaris Studio in Frankfurt/Main ihre nächste Promo-EP Peace Garden State E.P. auf. 2004 wurde der Posten an der Gitarre durch Oliver Horst dauerhaft besetzt. Im Jahr 2006 erweiterte die Band ihr Spektrum um ein Unplugged-Set, mit dem ausgiebig Konzerte gespielt wurden. Letzter Meilenstein der Bandgeschichte ist die erste offizielle CD in voller Länge: First Breath – After Nine Years Spent in a Jam Glass wurde im Mai 2010 auf Finest Noise Releases im Vertrieb von Radar/Motion FX veröffentlicht.

### First Breath – After Nine Years Spent in a Jam Glass
2007 begannen die Arbeiten am ersten offiziellen Album im Tonstudio Bieber in Offenbach, zusammen mit Oliver Rüger, der auch schon mit Sasha und Max Mutzke zusammenarbeitete. Nach der Fertigstellung der Schlagzeug-, Gitarren- und Basstracks, sowie Keyboards und einigen exotischen Instrumenten zog die Band nach Frankfurt/Main in die Audiomania Studios. Dort nahmen Lennard unter der Leitung von Hansjörg Wenzel (Farin Urlaub, Tommy Musical Offenbach) die Gesangsspuren und einige weitere Ergänzungen auf. Dort wurde die CD auch gemixt und anschließend, auf Empfehlung von Hansjörg Wenzel, nach Düsseldorf weitergegeben. Dort wurden die Aufnahmen von Kai Blankenberg (Silbermond, Beatsteaks, Tocotronic) in der Skyline Tonfabrik gemastert und schließlich im April 2010 bei Finest Noise Records veröffentlicht. In den Jahren darauf gab die Band einige Konzerte, um die CD zu promoten.

### Gegenwart
Seit 2012 ist die offizielle Webpräsenz nicht mehr erreichbar.

## Diskografie

### EPs
- 2001: Elevation (Unreleased)
- 2002: Avalanche Land (Unreleased)
- 2004: Peace Garden State E.P. (Unreleased)
- 2007: Light & Clear - The Acoustic Sessions (Unreleased)

### Alben
- 2010: First Breath – After Nine Years Spent in a Jam Glass (Finest Noise / Radar Music)